# Lista de deputados estaduais do Ceará para 28.ª legislatura
Esta é a lista de deputados estaduais do Ceará para a legislatura 2011–2015.

## Composição das bancadas
| Partido | Líder                    | Bancada | Posição  |
| ------- | ------------------------ | ------- | -------- |
| PSB     | Mauro Filho              | 11 / 46 | Governo  |
| PSDB    | Osmar Baquit             | 8 / 46  | Oposição |
| PT      | Camilo Santana           | 4 / 46  | Governo  |
| PDT     | Patrícia Saboya          | 4 / 46  | Governo  |
| PMDB    | Lucílvio Girão           | 3 / 46  | Governo  |
| PV      | Augustinho Moreira       | 2 / 46  | Governo  |
| PRB     | Ronaldo Martins          | 2 / 46  | Governo  |
| PR      | Dr. Leonardo Pinheiro    | 2 / 46  | Oposição |
| PHS     | Tin Gomes                | 1 / 46  | Governo  |
| PRP     | Maria Bethrose Fontenele | 1 / 46  | Oposição |
| DEM     | Idemar Citó              | 1 / 46  | Oposição |
| PCdoB   | Lula Morais              | 1 / 46  | Governo  |
| PTB     | Vanderley Pedrosa        | 1 / 46  | Governo  |
| PTdoB   | Paulo Faco               | 1 / 46  | Governo  |
| PSDC    | Ely Aguiar               | 1 / 46  | Oposição |
| PSL     | Herminio Resende         | 1 / 46  | Governo  |
| PTN     | Júlio César Costa Jr     | 1 / 46  | Oposição |
| PMN     | Mário Hélio              | 1 / 46  | Governo  |

## Deputados Estaduais
| Número | Deputados estaduais eleitos | Partido | Votação | Percentual | Cidade onde nasceu   | Unidade federativa |
| 13222  | Camilo Santana              | PT      | 131.171 | 3,22%      | Crato                | Ceará              |
| 40123  | Mauro Filho                 | PSB     | 113.724 | 2,79%      | Fortaleza            | Ceará              |
| 40444  | Zezinho Albuquerque         | PSB     | 81.796  | 2,01%      | Massapê              | Ceará              |
| 40111  | Ivo Gomes                   | PSB     | 72.796  | 1,79%      | Sobral               | Ceará              |
| 45333  | Teo Menezes                 | PSDB    | 71.000  | 1,74%      | Fortaleza            | Ceará              |
| 45144  | Rogerio Aguiar              | PSDB    | 70.735  | 1,74%      | Marco                | Ceará              |
| 40777  | Roberto Cláudio             | PSB     | 68.469  | 1,68%      | Fortaleza            | Ceará              |
| 40888  | Sérgio Aguiar               | PSB     | 67.357  | 1,66%      | Fortaleza            | Ceará              |
| 45150  | Moésio Loiola               | PSDB    | 65.564  | 1,61%      | Groaíras             | Ceará              |
| 40789  | Dr. Sarto                   | PSB     | 65.282  | 1,60%      | Acopiara             | Ceará              |
| 12012  | Patrícia Saboya             | PDT     | 63.704  | 1,57%      | Sobral               | Ceará              |
| 45000  | João Jaime                  | PSDB    | 60.293  | 1,48%      | Fortaleza            | Ceará              |
| 45111  | Osmar Baquit                | PSDB    | 59.983  | 1,47%      | Quixadá              | Ceará              |
| 12999  | Ferreira Aragão             | PDT     | 58.295  | 1,43%      | Sobral               | Ceará              |
| 43789  | Roberto Mesquita            | PV      | 57.092  | 1,40%      | Baturité             | Ceará              |
| 13654  | Nelson Martins              | PT      | 56.470  | 1,39%      | Hidrolândia          | Ceará              |
| 40114  | Wellington Landim           | PSB     | 55.219  | 1,36%      | Brejo Santo          | Ceará              |
| 45455  | Gony Arruda                 | PSDB    | 54.049  | 1,33%      | Granja               | Ceará              |
| 12350  | Heitor Férrer               | PDT     | 53.311  | 1,31%      | Lavras da Mangabeira | Ceará              |
| 10000  | Ronaldo Martins             | PRB     | 51.577  | 1,27%      | São Paulo            | São Paulo          |
| 45678  | Fernando Hugo               | PSDB    | 51.218  | 1,26%      | Fortaleza            | Ceará              |
| 22000  | Fernanda Pessoa             | PR      | 50.497  | 1,24%      | Fortaleza            | Ceará              |
| 40000  | Antônio Granja              | PSB     | 50.274  | 1,24%      | Jaguaribara          | Ceará              |
| 10124  | Duquinha                    | PRB     | 48.445  | 1,19%      | Fortaleza            | Ceará              |
| 13456  | Rachel Marques              | PT      | 48.416  | 1,19%      | Fortaleza            | Ceará              |
| 15662  | Lucílvio Girão              | PMDB    | 46.877  | 1,15%      | Maranguape           | Ceará              |
| 45045  | Prof. Teodoro Soares        | PSDB    | 45.921  | 1,13%      | Reriutaba            | Ceará              |
| 31234  | Tin Gomes                   | PHS     | 45.894  | 1,13%      | Fortaleza            | Ceará              |
| 40333  | Mirian Sobreira             | PSB     | 45.739  | 1,12%      | Iguatu               | Ceará              |
| 44789  | Bethrose Araújo             | PRP     | 45.506  | 1,12%      | Russas               | Ceará              |
| 40100  | Eliane Novais               | PSB     | 42.301  | 1,04%      | Fortaleza            | Ceará              |
| 40222  | Sineval Roque               | PSB     | 41.733  | 1,03%      | Saboeiro             | Ceará              |
| 15150  | Carlomano Marques           | PMDB    | 41.444  | 1,02%      | Iguatu               | Ceará              |
| 13125  | Professor Pinheiro          | PT      | 38.517  | 0,95%      | Jaguaribe            | Ceará              |
| 15333  | Danniel Oliveira            | PMDB    | 36.015  | 0,89%      | Lavras da Mangabeira | Ceará              |
| 25300  | Idemar Citó                 | DEM     | 35.952  | 0,88%      | Tauá                 | Ceará              |
| 65654  | Lula Morais                 | PCdoB   | 35.943  | 0,88%      | Fortaleza            | Ceará              |
| 12555  | Del. Francisco Cavalcante   | PDT     | 34.949  | 0,86%      | Fortaleza            | Ceará              |
| 14000  | Vanderley Pedrosa           | PTB     | 34.057  | 0,84%      | Nova Russas          | Ceará              |
| 17000  | Herminio Resende            | PSL     | 33.514  | 0,82%      | Fortaleza            | Ceará              |
| 43618  | Augustinho Moreira          | PV      | 30.546  | 0,75%      | Fortaleza            | Ceará              |
| 22123  | Dr. Leonardo Pinheiro       | PR      | 30.521  | 0,75%      | Fortaleza            | Ceará              |
| 19789  | Julinho Costa               | PTN     | 26.384  | 0,65%      | Maracanaú            | Ceará              |
| 33133  | Mário Hélio Portela         | PMN     | 26.146  | 0,64%      | Picos                | Piauí              |
| 27022  | Ely Aguiar                  | PSDC    | 24.704  | 0,61%      | Crato                | Ceará              |
| 70123  | Paulo Facó                  | PTdoB   | 21.999  | 0,54%      | Aracoiaba            | Ceará              |

## Suplentes empossados
- Ana Paula Cruz (PRB)
- Antônio Carlos de Freitas Souza (PT)
- Dra. Silvana (PMDB)
- Inês Arruda (PMDB)
- Mailson Cruz (PSB)
- Nenen Coelho (PSD)[9]
- Dedé Teixeira (PT)